# Noord-Amerikaanse ansjovis
De Noord-Amerikaanse ansjovis (Engraulis mordax) is een straalvinnige vis uit de familie van ansjovissen (Engraulidae), orde haringachtigen (Clupeiformes), die voorkomt in het noordoosten en het oosten van de Grote Oceaan.

## Anatomie
De Noord-Amerikaanse ansjovis kan een lengte bereiken van 24 cm, een gewicht van 50 tot 60 gram en kan maximaal 7 jaar oud worden. Van de zijkant gezien heeft het lichaam van de vis een langgerekte vorm, van bovenaf gezien is de vorm het beste te typeren als ovaal. De kop is min of meer recht. De ogen zijn normaal van vorm en zijn symmetrisch. De mond zit aan de onderkant van de kop.
De ruggengraat van de vis bevat 43 tot 47 wervels. Een zijlijn ontbreekt. De soort heeft één rugvin en één aarsvin. Er zijn 14 tot 19 vinstralen in de rugvin en 19 tot 26 vinstralen in de aarsvin.

## Leefwijze
Het dieet van de vis bestaat hoofdzakelijk uit dierlijk voedsel, waarmee het zich voedt door selectief plankton uit het water te filteren met behulp van hun kieuwzeefborstels. Zelf worden ze gevangen door andere vissen en zeevogels.

## Verspreiding en leefgebied
De Noord-Amerikaanse ansjovis is een zoutwatervis die voorkomt in een subtropisch klimaat. De soort is voornamelijk te vinden in kustwateren (zoals estuaria, lagunes en brakke zeeën) en zeeën. De diepte waarop de soort voorkomt is maximaal 300 m onder het wateroppervlak.

## Relatie tot de mens
De Noord-Amerikaanse ansjovis is voor de visserij van aanzienlijk commercieel belang. De soort kan worden bezichtigd in sommige openbare aquaria.
De soort komt niet voor op de Rode Lijst van de IUCN.